# Puchar Świata w narciarstwie alpejskim 1982/1983
Sezon 1982/1983 Pucharu Świata w narciarstwie alpejskim rozpoczął się 5 grudnia 1982 w szwajcarskiej Pontresinie (mężczyźni) i 7 grudnia 1982 we francuskim Val d’Isère (kobiety), a zakończył 21 marca 1983 w japońskiej miejscowości Furano. Była to 17. edycja pucharowej rywalizacji. Rozegrano 31 konkurencji dla kobiet (8 zjazdów, 7 slalomów gigantów, 2 supergiganty, 10 slalomów specjalnych (jeden równoległy) i 4 kombinacje) i 38 konkurencji dla mężczyzn (11 zjazdów, 7 slalomów gigantów, 3 supergiganty, 12 slalomów specjalnych (jeden równoległy) i 5 kombinacji).
Puchar Narodów (łącznie) zdobyła reprezentacja Szwajcarii, wyprzedzając Austrię i Stany Zjednoczone.

## Puchar Świata w narciarstwie alpejskim kobiet
Wśród kobiet najlepszą zawodniczką okazała się Amerykanka Tamara McKinney, która zdobyła 225 punktów, wyprzedzając reprezentantkę Liechtensteinu Hanni Wenzel i Szwajcarkę Erikę Hess.
W poszczególnych klasyfikacjach tryumfowały:
- Doris de Agostini – zjazd
- Erika Hess – slalom
- Tamara McKinney – slalom gigant razem z supergigantem
- Hanni Wenzel – kombinacja

## Puchar Świata w narciarstwie alpejskim mężczyzn
Wśród mężczyzn najlepszym zawodnikiem okazał się Amerykanin Phil Mahre, który zdobył 285 punktów, wyprzedzając Szweda Ingemara Stanmarka i reprezentanta Liechtensteinu Andreasa Wenzla.
W poszczególnych klasyfikacjach tryumfowali:
- Franz Klammer– zjazd
- Ingemar Stenmark i  Stig Strand – slalom
- Phil Mahre – slalom gigant razem z supergigantem
- Phil Mahre – kombinacja

## Puchar Narodów (kobiety + mężczyźni)
- 1.  Szwajcaria – 2136 pkt
- 2.  Austria – 1683 pkt
- 3.  Stany Zjednoczone – 1077 pkt
- 4.  Francja – 707 pkt
- 5.  Włochy – 651 pkt